# Estavill
Estavill es una entidad de población española del municipio de Torre de Capdella, perteneciente a la provincia de Lérida, en la comunidad autónoma de Cataluña.

## Historia
Hacia mediados del siglo XIX, el lugar tenía contabilizada una población de 37 habitantes. Aparece descrito en el séptimo volumen del Diccionario geográfico-estadístico-histórico de España y sus posesiones de Ultramar de Pascual Madoz de la siguiente manera:

ESTAVILL: l. que forma ayunt. con otros pueblos en la prov. de Lérida (20 horas), part. jud. de Sort (6), aud. terr. y c. g. de Cataluña (Barcelona 46), dióc. de Urgel (14): sit. en un plano inclinado con esposicion al E.: le combaten principalmente los vientos de N., y el clima frio, es saluduble; aunque algo propenso á inflamatorias. Tiene 14 casas, y los hab. se surten de agua para sus usos de algunos pozos y aljibes que hay en el pueblo: la igl. (Sta. Leocadia), es aneja de la parr. de Anstist; y junto á ella se halla el cementerio. Se estiende el térm.; 1/2 leg. de N. á S. y 1 de E. á O.; conflnando N. con Antist á 1/6 de leg.; E. con la Pobleta de Bellvehi; S. Bastida de Bellera, y O. Llarvent á 1/2 leg. de estos puntos: atraviesan por él 2 arroyos uno al N. y otro al S.; y despues de poco mas de una leg. de curso este, y 1 con corta diferencia aquel, en direccion de E. á O., ambos se reúnen al r. llamado Usia. Una cosa notable nos obliga á estendernos respecto á la descripción del arroyo que viene de la parte del S., y es, que principiando en el térm. de Llarvent y la Bastilla, va estrechándose en tal disposicion que llega á desaparecer de la vista mas fina y suspicaz aun en medio del dia cuando los rayos del sol alumbran con mayor fuerza y vigor el planeta que habitamos, sin duda por razón de la inmensa porfundidad á que corre dicho arroyo: esta circunstancia ha llamado estraordinariamente la atencion de los hab. de este pais, y de las personas curiosas que le han visitado, por no haber podido descubrir su fondo apesar de los medios que se han empleado para conseguirlo: antes de reunirse al r. Usia que hemos nombrado, vuelve á descubrirse el fondo de sus aguas, ensanchándose un poco, pero como el terreno forma una pendiente sumamente inclinada, desaparece de nuevo por su profundidad antes de desembocar al mencionado r. Puede penetrarse en él, muy bien por los dos estremos, pero nadie se atreve á internarse en aquel abismo inmensurable: el arroyo que nos ocupa se denomina de San Janis; porque cerca de su origen y en el térm. de Llarven, so encuentran aun las ruinas de un conv. que existió antiguamente y llevaba este nombre, del cual parece le tomó el arroyo: le cruza un puente de piedra llamado del Diablo, desde donde tirando una piedra, solo se percibe un ruido sordo que indica cae á una gran profundidad de agua; por cuyo motivo, se ha dado este nombre al puente. Contribuye mucho y quizá constituye el principal inconveniente de no poder medir la profundidad de este abismo el no poder penetrar el sol y ser tan sumamente estrecho que se asegura que aunque en la parte alta tenga por lo menos 10 pies de latitud, se ve que á proporción que va descendiendo, es tanta su angostura, que por un cálculo prudente en el fondo por donde corre el agua se cree tiene solo unos dos y quizá menos de anchura. Las aguas del arroyo que hemos descrito, como se infiere de la profundidad á que corren, no se aprovechan para el riego ni otros usos de utilidad. El terreno arenoso en gran parte en general es de inferior calidad; encontrándose en el lado O. una partida de monte donde se crian algunos arbustos, bojes y otras malas bajas, y tambien buenas yerbas de pastos: tambien hay en él, 2 alamedas con arbolado y 2 solos plantados de robles con algunos prados naturales y artificiales. caminos: todos de herradura, conducen á los pueblos inmediatos en mal estado: la correspondencia se recibe de la estafeta de la Pobla de Segur los miércoles y sábados á las 4 de la tarde y sale los martes y viernes á media noche. prod.: granos, legumbres, patatas, alguna fruta y hortaliza: se cria ganado lanar y vacuno, y hay caza de perdices, conejos, liebres y alguna ave de paso. comercio: importacion de vino y otros líquidos, pescado y arroz y esportacion de un poco de grano y algun ganado. pobl.: 6 vec., 37 alm. cap. imp.: 14,979 reales. contr.: el 14'28 por 100 de esta riqueza.
(Madoz, 1847, p. 591)

En la actualidad pertenece al municipio de Torre de Capdella. En 2022, la entidad singular de población tenía empadronados 9 habitantes.